# Pokroková strana pracujícího lidu
Pokroková strana pracujícího lidu (řecky: Ανορθωτικό Κόμμα Εργαζόμενου Λαού, transkripce Anorthotiko Komma Ergazomenou Laou, zkratka AKEL) je kyperská komunistická strana. Podporuje nezávislý, demilitarizovaný a neutrální Kypr a federální řešení kyperského problému. Kladou důraz na sbližování s tureckými Kypřany. Strana podporovala vstup do Evropské unie, byť s určitou rezervovaností.

## Historie
Strana byla založena roku 1926 pod jménem Komunistická strana Kypru (CPC). Komunistická strana podporovala nezávislost Kypru a odmítala enosis (spojení s Řeckem) které bylo hlavním cílem většiny řeckokyperských nekomunistů. Strana přešla do ilegality roku 1931 když britská koloniální správa zavedla omezení občanských práv následované nacionalistickým nepokoji. Roku 1941, vedení podzemí komunistické strany založilo AKEL. V prvních obecních volbách roku 1943 (předtím byli starostové jmenováni) se kandidáti AKELu stali starosty Limassolu (Ploutis Servas) a Famagusty (Adam Adamantos).
AKEL podporoval postupný proces, v němž by i přes vlastní vládu a ústavu Kypr zůstával kolonií a pomalu by směřoval k sebeurčení a Enosis. Po selhání jednání o podpoře ústavy přijatelné pro všechny členy v roce 1949 AKEL změnil politickou linii a začal podporovat Enosis bez postupných kroků.
Na konci padesátých let se AKEL postavil proti násilné taktice protibritského odbojového hnutí EOKA. EOKA označila AKEL jako kolaboranty. Několik představitelů AKELu bylo zavražděno a označeno za zrádce a to včetně příznivce AKELu Savase Menikoua, který byl ukamenován.
Okolo roku 1958 nacionalistická organizace tureckých Kypřanů TMT začala tlačit na Turky v AKELu, aby ze strany odešli. Novinář Fazil Onder byl zabit a ředitel tureckého úřadu PEO Ahmet Sadi byl nucen se přestěhovat do Velké Británie, aby si zachránil život.
V prvních prezidentských volbách nezávislého Kypru nasadil AKEL kandidáta Ioannise Kliridise proti Makariovi III., který zvítězil. Poslední turecký Kypřan, který byl členem ústředního výboru, Derviş Ali Kavazoğlu, byl zabit TMT v roce 1965.
Ve volbách do Sněmovny 27. května 2001 získala strana 34, 7 % hlasů a 20 z 56 křesel. Po volebním vítězství byl generální tajemník AKELu Dimitris Christofias zvolen předsedou Sněmovny reprezentantů, poprvé v historii Kyperské republiky. Kromě AKELu byl podporován Hnutím za sociální demokracii (EDEK) a Demokratickou stranou (DIKO).
Koalice těchto tří stran pokračovala. V prezidentských volbách v roce 2003 AKEL, DIKO a EDEK docílili zvolení kandidáta strany DIKO – tím byl Tassos Papadopoulos – prezidentem Kypru. Od té doby je AKEL činnou součástí kyperské vlády se čtyřmi ministry.
Kypr vstoupil do EU v roce 2004, současně s mimo jiné Českou republikou. AKEL je v Evropském parlamentu členem frakce Evropské sjednocené levice a Severské zelené levice. V evropských parlamentních volbách roku 2004 na Kypru byli za AKEL zvoleni 2 poslanci; Adamos Adamou a Kyriacos Triantaphyllides.
AKEL obhájil post nejsilnější politické strany na ostrově ve volbách v roce 2006, i když ztratil dvě křesla – získal 18 křesel s 32, 3 % hlasů.
V druhém kole prezidentských voleb konajících se 24. února 2008 byl zvolen prezidentem Kyperské republiky generální tajemník AKELu Dimitris Christofias. Dle oficiální výsledků získal 53, 36 % hlasů. Jeho oponent, pravicový Ioannis Kasoulides, 46, 64 %.

### Seznam generálních tajemníků strany
- 1936-1945 – Ploutis Servas
- 1945-1949 – Fifis Ioannou
- 1949-1989 – Ezekias Papaioannou
- 1989-2009 – Dimitris Christofias
- od 2009 – Andros Kyprianou